# Cogo
Cogo (dawniej Puerto Iradier) – miasto portowe w południowo-zachodniej kontynentalnej części Gwinei Równikowej, w prowincji Prowincji Nadmorskiej. W 2005 roku liczyło 4693 mieszkańców.
Położone jest w południowo-zachodniej kontynentalnej części Gwinei Równikowej, w prowincji Prowincji Nadmorskiej, przy estuarium Río Muni. Znajduje się na wschód od miasta Acalayong oraz około 115 km na południe od miasta Bata, stolicy prowincji. Usytuowane jest na terenie rezerwatu natury Estuarium del Río Muni.

## Historia
W okresie przedkolonialnym istniało na tych terenach królestwo Benga (jednego z plemion Bantu), które kontrolowało również wyspy Elobey Chico, Elobey Grande i Corisco. W 1843 roku król Bonkoro I podpisał umowę z władzami hiszpańskimi umożliwiając współpracę handlową oraz rządy pośrednie kolonizatorów. Traktat ten został zastąpiony w 1875 roku przez bezpośrednie rządy hiszpańskiej korony. Pod panowaniem hiszpańskim nazwa miasta została przemianowana na Puerto Iradier (na cześć XIX-wiecznego hiszpańskiego odkrywcy). Ówcześnie miasto było ważnym ośrodkiem wymiany handlowej z wnętrzem kolonii. W ostatnich latach miasto szybko się rozwija, dzięki rządowym planom nastawionymi na rozwój handlu i turystyki w okolicy – powstały między innymi nowy port, stadion piłkarski, mieszkania socjalne oraz nabrzeże morskie.

## Turystyka
W mieście znajdują się pozostałości budowli z okresu kolonialnego. Ponadto Cogo posiada połączenia promowe z wyspami Corisco oraz Annobón.

## Obecność w kulturze
Akcja powieści „Chromosom 6” (autorstwa Robina Cooka) rozgrywa się w Cogo.

## Miasta partnerskie
- Vitoria[4]